# الرحلات الجوية البريطانية الرحلة 28
22 أغسطس 1985: كانت الرحلة 28 التابعة لبريتيش إيرتورز (أيضا :حادث حريق طائرة مانشستر السياحية) مخطط لها أن تقلع من مانشستر متجهة إلى جزيرة كورفو في اليونان وكانت تحمل علي متنها 131 راكبا و6 من أفراد الطاقم وقد اندلع حريق من المحرك الأيسر وانتشر في بقية الطائرة وقد مات 55 شخصا ونجا 82 شخصاُ في هذا الحادث.